# 轮椅冰壶
輪椅冰壺（英語：Wheelchair curling）是一種是專為輪椅使用人士而設的冰壺運動，至於規則和玩法則與非輪椅人士的冰壺大部份相同但有一定的分別。目前，轮椅冰壶的比赛有两个小项：混合团体和混合双人。
輪椅冰壺混合团体比賽中，一隊出場作賽的運動員要有女運動員和男運動員，一場比賽共有8局。輪椅冰壺是沒有刷冰動作，只能夠在發出冰壺一刻決定冰壺落點與位置，而輪椅冰壺發出冰壺時可使用輔助推桿，在發出冰壺時扣住冰壺後將冰壺發出，發出時投出的選手要坐定在輪椅上，為了確保發壺選手的輪椅不會移走或滑前，會有第二位選手在後方幫助扶好輪椅。。

## 冬季残奥会
輪椅冰壺在2006年都靈冬季帕運會第一次成為官方項目，当时入残奥的小项为混合团体，當屆的冠軍是加拿大隊。混合团体小项中最成功的队伍为加拿大队，与06年至14年三次蝉联冬残奥会冠军，并且从此小项入残奥以来从未离开过领奖台；中国队作为一支新晋劲旅，与18年与22年两度登顶冬残奥会混合团体小项。
在2026年米兰-科尔蒂纳丹佩佐冬残奥会中，混合双人轮椅冰壶将第一次出现在冬残奥会的比赛中。

## 世界錦標賽

### 混合团体
在2002年第一次舉行輪椅冰壺混合团体的世界錦標賽，第一屆的冠軍是瑞士隊。俄罗斯队是轮椅冰壶混合团体世锦赛中最成功的一支队伍，共获得四次冠军。

### 混合双人
为了配合2026年第一次在冬残奥会登场的轮椅冰壶混合双人比赛，国际冰壶联合会于2022年第一次举办轮椅冰壶混双世锦赛，第一届冠军为瑞典队。

## 外部連結
- 世界冰壺聯會官方網頁 （页面存档备份，存于）
- 國際殘奧會轮椅冰壶项目官方網頁 （页面存档备份，存于）
- 輪椅冰壺資源 （页面存档备份，存于）（已停止更新）